# Regla de plata
La regla de plata, «No hagas a los demás lo que no quisieras que hagan contigo», es un estándar de comportamiento que se encuentra en los escritos de, entre otros, Hilel (Talmud, Shabbat 31a), así como en Tobías 4,15. Carl Sagan se refiere a ella como la inversa del principio ético de la regla de oro. Robert J. Spitzer se refiere a ella como la base de toda ética.
La regla de plata es similar en significado con el juramento hipocrático, más conocido por la declaración de «no hacer daño». Hipócrates escribió, en sus Epidemias, Cap. I, Secc. XI. «Declarar el pasado, diagnosticar el presente, predecir el futuro, la práctica, estos actos lo que respecta a las enfermedades, hacer un hábito de dos cosas - para ayudar, o al menos no hacer daño». La expresión más corta podría ser interpretada como una simplificación de la más larga.